# Oecetis lanuginosa
Oecetis lanuginosa är en nattsländeart som först beskrevs av Mclachlan 1875.  Oecetis lanuginosa ingår i släktet Oecetis och familjen långhornssländor. Inga underarter finns listade i Catalogue of Life.